# Нижний Арадирих
Нижний Арадирих — село в Гумбетовском районе Дагестана России. Входит в сельское поселение «Сельсовет „Арадирихский“».

## Географическое положение
Расположено у подножья горы Цагурмеэр, в 12 км к юго-востоку от районного центра села Мехельта.

## Население
| 1888 | 1895 | 1926 | 1939 | 1970 | 1989 | 2002 |
| ---- | ---- | ---- | ---- | ---- | ---- | ---- |
| 156  | ↘148 | ↗161 | ↗181 | ↗321 | ↘176 | ↘133 |
| 2010 | 2021 |      |      |      |      |      |
| ↗307 | ↘246 |      |      |      |      |      |

Моноэтническое аварское село.

## История
В 1944 году все население села пересело в село Бас-Гордали (переименованное в Арадерих) Ритлябского района.